# Hino Nacional da Mauritânia
Hino Nacional da Mauritânia (em árabe: نشيد وطني موريتاني) é o título do atual hino nacional da Mauritânia, que foi adotado após emendas constitucionais ao final de 2017. Teve sua melodia composta por Rageh Daoud. Este hino substituiu o hino anterior que foi utilizado entre 1960 e 2017.

## Hino atual

### Música
A melodia do atual hino é de Rageh Daoud.

### Letra (primeira estrofe e refrão)
| Versão original em árabe | Transliteração |
| --- | --- |
| بلاد الأباة الهداة الكرام وحصن الكتاب الذي لا يضام أيا موريتان ربيع الوئام وركن السماحة ثغر السلام سنحمي حماك ونحن فداك ونكسو رباك بلون الأمل وعند نداك نلبي أجل | Bilāda l-ubāti l-hudāti l-kirām Wa-ḥisna l-kitābi l-ladhī lā yudām Ayā Mūrītāni rabī'i al-uyām Wa-rukna s-samāḥati thaġra s-salām Sanaḥmī ḥimāki wa-naḥnu fidāki Wa-naksū rubāki bilauni l-amal Wa-'einda nidāki nulabbī ajal |

## Hino antigo (1960–2017)

### Música
O ritmo incomum e altamente complexo, conhecido como fatchou, torna o hino extremamente difícil de ser cantado; por este motivo, o hino frequentemente é citado como instrumental, omitindo-se os versos tradicionais.
Não há como determinar a data exata de sua criação. Presume-se, pelo seu texto, que data originalmente do período imediatamente posterior à conversão da região ao islamismo, que se deu entre os séculos VIII e XI.
O primeiro presidente e primeiro-ministro da Mauritânia, Moktar Ould Daddah (que foi derrubado posteriormente, num golpe de estado, em 1978), pediu ao maestro do serviço de radiotransmissão francês, Tolia Nikiprovetzki, que escolhesse uma melodia básica para o novo hino. Nikiprovetzki escolheu, entre inúmeras canções e lamentos populares tradicionais ("griots aos mortos"), a peça - que já continha os versos tradicionalmente utilizados, e introduziu um arranjo moderno, com fanfarras e salvas, porém mantendo o estilo rítmo tradicional mauritano.

### Letra
Considerado como um dos hinos mais incomuns do mundo, o seu texto baseia-se num antigo poema de Baba Ould Cheikh Sidiya, escrito durante um período de intensa produção cultural, em que foram feitas diversas obras relevantes de poesia árabe. O autor se inspirou, para escrevê-lo, nos diversos conflitos que ocorreram entre as diversas seitas ou confrarias surgidas simultaneamente à conquista da região pelos árabes que trouxeram o islamismo.
| Versão original em árabe | Transliteração | Tradução em português |
| --- | --- | --- |
| كن للاله ناصرا وأنكر المناكرا وكن مع الحق الذي يرضاك منك دائرا ولا تعد نافعا سواه أو ضائرا واسلك سبيل المصطفى ومت عليه سائرا وكن لقوم احدثوا في أمره مهاجرا قد موهوا بشبه واعتذروا معاذرا وزعموا مزاعما وسودوا دفاترا واحتنكوا أهل الفلا واحتنكوا الحواضرا وأورثت أكابر بدعتها أصاغرا وإن دعا مجادل في أمرهم إلى مرا< فلا تمار فيهم إلا مراء ظاهرا | Kun lil-ilāhi nāṣirā / wa-ankiri-l-manākirā Wa-kun ma‘a-l-ḥaqqi-l-ladhī / yarḍāhu minka dā’irā Wa-lā ta‘udd nāfi‘ā / siwāhu au ḍā’irā Wa-sluk sabīla-l-muṣṭafā / wa-mut ‘alaihi sā’irā Fa-mā kafā awwalanā / a-laisa yakfī-l-ākhirā Wa-kun li-qaumin aḥdathū / fī amrihi muhājirā Qad mawwahū bi-šibhin / wa-‘tadharū mu‘ādhirā Wa-za‘amū muzā‘imā / wa-sawwadū dafātirā Wa-ḥtanakū ahla-l-falā / wa-ḥtanakū-l-ḥawāḍirā Wa-aurathat akābira / bid‘atuhā aṣāghirā Wa-in da‘ā majādila / fī amrihim ilā mirā Fa-lā tumāri fīhim / illā mirā’a ẓāhirā | Seja um ajudante de Deus, e censure o que é proibido E siga a lei que Ele quer que você siga Não considere ninguém útil ou prejudicial, exceto Ele E caminhe pelos passos do escolhido, e morra enquanto o fizer! Pois o que for bom para o primeiro de nós também será bom para o último E abandone as pessoas que fazem o mal em relação a Deus Eles O deturparam, tornando-O comum, utilizando-se de todo tipo de desculpas Fizeram alegações ousadas, e enegreceram livros Deixaram que nômades e sedentários passassem por experiências amargas E legaram os grandes pecados de suas inovações [doutrinárias] E se um desses discordantes o chamar para discordar de suas afirmações Não discorde dele então, mas só o faça através da discórdia externa |